# Hercostomus celer
Hercostomus celer är en tvåvingeart som först beskrevs av Johann Wilhelm Meigen 1824.  Hercostomus celer ingår i släktet Hercostomus och familjen styltflugor. Inga underarter finns listade i Catalogue of Life.